# Табакин, Владимир Львович
Владимир Львович Табакин (1 мая 1922, Славянск, УССР — 13 апреля 2001, Ульяновск, Россия) — гвардии генерал-майор танковых войск ВС СССР, начальник Дальневосточного танкового училища в 1963—1966 годах и Ульяновского танкового училища в 1966—1977 годы. В годы Великой Отечественной войны служил в разведывательных частях таких формирований, как 53-я стрелковая дивизия и 23-й танковый корпус.

## Биография

### Великая Отечественная война
Родился 1 мая 1922 года в Славянске в семье служащего. Переехал в Ленинград в 1932 году, окончил в 1940 году образцовую школу № 14 Московского района с похвальной грамотой, был секретарём комсомольской организации школы. Весной того же года был принят Московским РК ВКП(б) города Ленинграда кандидатом в члены партии. В 1940 году Владимир поступил в Орловское бронетанковое училище, в сентябре 1941 года в ускоренном порядке окончил училище: в составе группы лейтенантов был направлен сначала в Копейск под Челябинском, а затем на КУОС при Высшей разведывательной школе Генерального штаба Красной Армии в Москве (призван Московским районным военкоматом в Ленинграде). В октябре того же года курсы были переведены в город Вятские Поляны Татарской АССР, и 16 октября Табакин вместе с курсантами покинул город. По собственным воспоминаниям, его курс уходил из Москвы пешком и шёл рядом с колоннами машины, на которых вывозились эвакуированные.
На фронт Великой Отечественной войны Табакин попал в 1942 году, на Западный фронт как помощник начальника разведотдела штаба 53-й стрелковой дивизии в звании старшего лейтенанта. Его дивизия оборонялась по реке Угра в районе станции Износки: появление Табакина на фронте произошло в дни исхода битвы под Москвой. В октябре того же года он был принят в ВКП(б), занимал в дальнейшем пост начальника разведки той же 53-й дивизии. В январе 1943 года Табакин был произведён в майоры и был вместе со своей дивизией переброшен на Юго-Западный фронт, где та заняла оборону на плацдарме в районе города Изюм. Некоторое время служил в штабе 1-й гвардейской армии и занимался работой по подготовке разведчиков на КУОС Юго-Западного фронта. С января 1944 года — начальник разведывательного отдела штаба 23-го танкового корпуса.
Майор Табакин участвовал в операциях по освобождению Украины и Молдавии, а также в боях в Румынии, Венгрии, Австрии и Чехословакии в составе 23-го танкового корпуса. Корпус участвовал в ряде сражений в Румынии, в том числе в прорыве укреплённого Тыргу-Фрумосского района, а с 23 по 27 августа 1944 года участвовал в штурмах городов Роман, Бакэу, Аджуд-Ноу и Онешти. Участвовал и в боях за города Орадя-Маре, Дебрецен, Секешфехервар, Будапешт, Вена и других. Разведотряд Табакина отличился при взятии Орадя-Маре, выйдя в тыл к немцам: по воспоминаниям Табакина, когда он доложил командиру корпуса о взятии города, тот не поверил и вынужден был направить представителя фронта для проверки слов Табакина. После встречи майора на центральной площади с представителем фронта факт взятия города был подтверждён. За эту операцию были награждены все представители разведотряда, а оказавшему помощь лейтенанту А. Г. Котлову присвоили звание Героя Советского Союза. С 26 января по 15 февраля 1945 года Табакин вёл разведку на правом берегу Дуная, захватив более 45 пленных.
День Победы Табакин встретил в городе Угерски-Брод (Чехословакия). Через пару месяцев его корпус передислоцировался в район Луцка, а затем в район городов Овруч и Коростень.

### Послевоенные годы
В 1946 году майор Табакин поступил на командный факультет Военной академии бронетанковых и механизированных войск имени Сталина и окончил его в 1951 году. 9 сентября 1946 года принял участие в первом военном параде по случаю Дня танкиста. До 1966 года служил на различных командных и штабных должностях в Дальневосточном военном округе. Занимал пост начальника штаба 76-го танкового полка 2-й танковой дивизии (Платоновка). С ноября 1954 года — командир 218-го тяжёлого танкового полка 2-й танковой дивизии. Полковник (12 мая 1955), с 1958 по 1963 годы был заместителем командира 123-й гвардейской мотострелковой (Краскино) и 32-й танковой (Покровка) дивизий.
В 1963 году в звании полковника Владимир Львович был назначен начальником Дальневосточного танкового училища, 7 мая 1966 года был произведён в генерал-майоры танковых войск. В сентябре того же года он был назначен начальником Ульяновского гвардейского высшего танкового командного училища имени В. И. Ленина: училище тогда провалило министерскую проверку, получив отметку «неудовлетворительно». Однако в течение года Табакин устранил все недостатки, обновив учебную базу в Поливно и укрепив преподавательский состав: по итогам следующей проверки он был представлен к ордену Красного Знамени. О своей работе на посту начальника Ульяновского танкового училища Владимир Львович говорил, что был «суровым генералом и не терпел приблизительности», стремясь научить будущих офицеров «предусматривать все превратности судьбы», с которыми те будут сталкиваться, будучи командирами взводов. По отзывам современников, он не только добился серьёзного повышения квалификации выпускаемых офицеров, которых «мечтали заполучить все военкомы», но и вникал во все вопросы учебно-воспитательной работы, строго спрашивая за любые послабления и внедряя все передовые методики для повышения качества боевой подготовки. Избирался делегатом XXV съезда КПСС.
В 1970 году генерал-майор Табакин окончил Высшие курсы Военной академии Генерального штаба, а в 1977 году вышел в запас за 10 лет до достижения предельного возраста службы.  В отставку официально уволен 2 сентября 1977 года. С 1992 года возглавлял Ульяновский областной комитет ветеранов войн и Вооружённых Сил, занимаясь военно-патриотической работой и выступая в разных учебных заведениях. Для молодого поколения он запомнился как бессменный руководитель военно-патриотической игры «Зарница»; также он принимал участие в возрождении музея Ульяновского суворовского военного училища.
Владимир Львович Табакин скончался 13 апреля 2001 года. Похоронен в Ульяновске.

### Семья
Супруга — Тамара Николаевна, уроженка Москвы, служила в одном танковом корпусе с будущим супругом: будучи медработником, она также имела звание «Ворошиловский стрелок». После того, как Табакин окончил Военную академию бронетанковых войск, Тамара безуспешно пыталась убедить его остаться служить в Москве. На Дальнем Востоке по её инициативе даже был создан хор среди жён офицеров. В 1977 году Тамара Николаевна скончалась после продолжительного онкологического заболевания.
В браке родились сын Сергей и дочь, проведшие детство на Дальнем Востоке. По словам Сергея, они с сестрой редко видели отца: он сурово их воспитывал, однако в памяти Сергея отложилась картина «братства танкистов». Сын пытался поступить в танковое училище, однако отец настоял на переводе в другое училище, заявив, что не хочет, чтобы его сыну делали поблажки — Сергей Владимирович поступил в итоге в училище связи.

## Память

Памятная мемориальная доска В. Л. Табакину

- На стене дома, где проживал Владимир Львович, была установлена памятная мемориальная доска[1].
- В мае 2004 года Музею-мемориалу В. И. Ленина в Ульяновске были передан большой архив генерала Табакина. Среди материалов архива были представлены разные фотографии и личные вещи генерала, в том числе шинель, папаха, подаренные ему разные предметы быта (в том числе настольные сувенирные часы) и портрет Табакина авторства Л. П. Сергеева. Все материалы музею передала дочь генерала[6].
- 1 июня 2010 года постановлением мэра Ульяновска Александра Пинкова имя генерала Табакина было присвоено новой улице[13][14], расположенной в микрорайоне «Искра»[15].
- В 2021 году на здании лицея № 101 была установлена памятная доска с барельефом генерала Табакина[7].

## Награды
- Орден Красного Знамени[5] (5 сентября 1944) — за образцовое выполнение боевых заданий Командования на фронте борьбы с немецкими захватчиками и проявленные при этом доблесть и мужество[3][d].
- Орден Отечественной войны:
  - I степени[5] (11 марта 1945) — за образцовое выполнение боевых заданий Командования на фронте борьбы с немецкими захватчиками и проявленные при этом доблесть и мужество[4][e]
  - II степени[1][5][16]
- Орден Красной Звезды[1][5][16]
- Орден «За службу Родине в Вооружённых Силах СССР» III степени[1][16]
- Медаль «За боевые заслуги»[1][16]
- Медаль «За победу над Германией в Великой Отечественной войне 1941—1945 гг.»[16]
- Медаль «За взятие Будапешта»[16]
- Медаль «В ознаменование 100-летия со дня рождения Владимира Ильича Ленина»[7][16]
- иные медали[1][5][7][16]
- Почётный гражданин Ульяновской области (1998)[1][f]

## Комментарии
1. ↑  В разных наградных документах указывается национальность «русский»[3] и «еврей»[4]; в некоторых источниках указывается, что родился в семье рабочего[5]
2. ↑  Некоторое время она носила имя академика Марра[6]
3. ↑  По одним данным, в марте[1], по другим — в апреле[3][4]
4. ↑  Согласно воспоминаниям Владимира Львовича, он был награждён орденом за взятие города и станции Аджуд-Ноу на подступах к городу Роман: это было осуществлено усилиями разведотряда под командованием Табакина[2]
5. ↑  Согласно воспоминаниям Владимира Львовича, он был награждён орденом за взятие города Орадя-Маре после выхода разведотряда в тыл к немцам[2].
6. ↑  Вписан также в Золотую книгу Почёта Ульяновской области[6][17]